# Cezais
Cezais korábbi község Franciaország Loire mente régiójában, Vendée megyében. Lakosainak száma 297 fő (2021. január 1.). Cezais Antigny, Bourneau, Saint-Cyr-des-Gâts, Saint-Sulpice-en-Pareds, Thouarsais-Bouildroux és Vouvant községekkel határos.
2024. január 1-jén Saint-Sulpice-en-Pareds és Thouarsais-Bouildroux  korábbi községgel egyesült és az így létrejött Rives-du-Fougerais új község része lett.

## Népesség
A település népességének változása:
| Lakosok száma | 308  | 301  | 314  | 300  | 296  | 296  | 296  | 297  |
|               | 2013 | 2015 | 2016 | 2017 | 2018 | 2019 | 2020 | 2021 |